# 가정용 게이트웨이
가정용 게이트웨이(Residential gateway)는 연결된 근거리 통신망(LAN) 호스트들 사이의 네트워크 접근을 모뎀을 통해 광역 통신망(WAN, 예: 인터넷)으로 브리징시키거나 라우팅 중에 WAN(예: EttH)으로 직접 연결하는 일반 소비자 등급의 소형 게이트웨이이다. WAN은 더 큰 컴퓨터 네트워크이며 일반적으로 인터넷 서비스 제공자가 운용한다.

## 장치

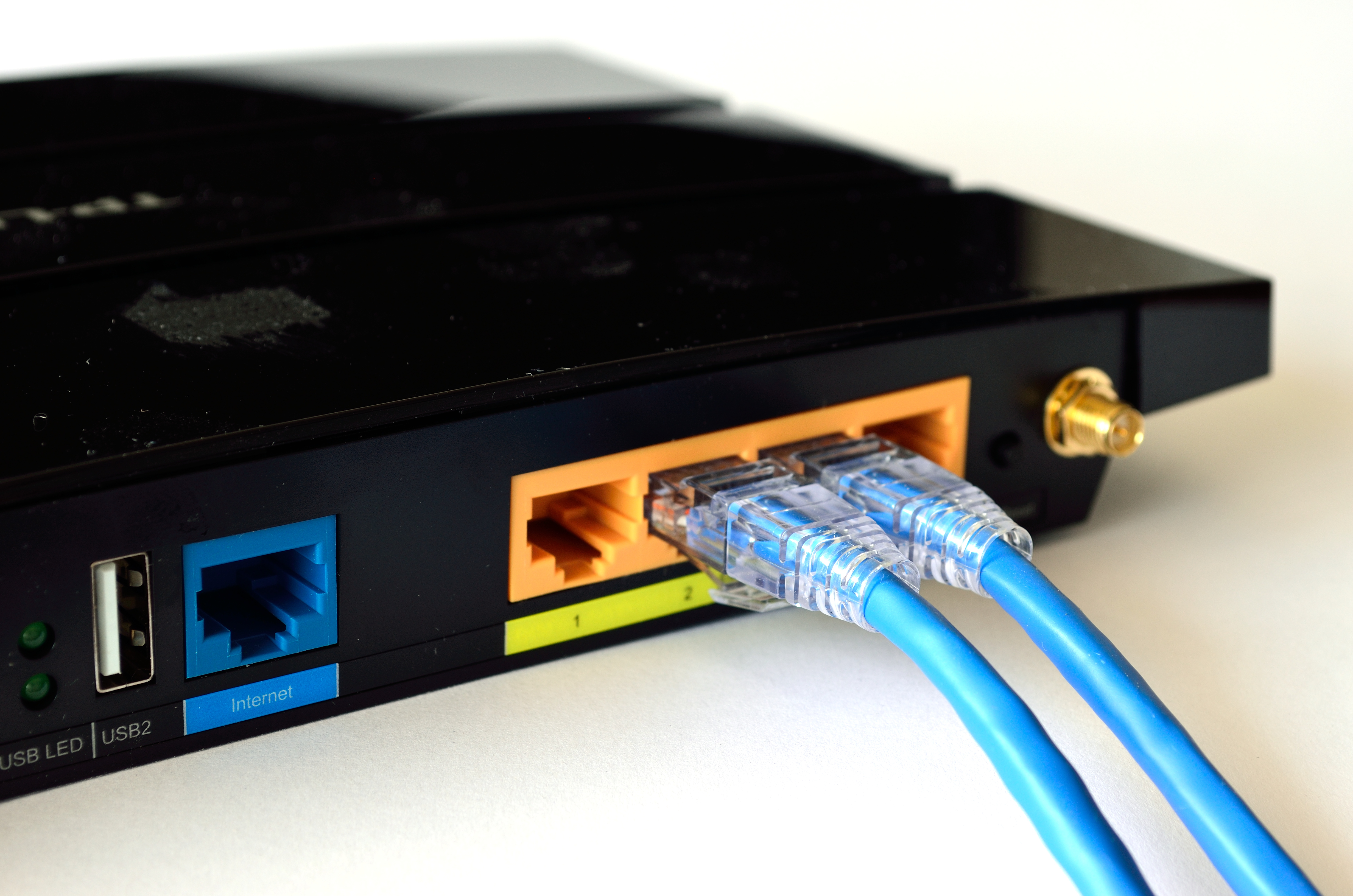

가정용 게이트웨이로 설명되는 기기들이 다수 존재한다:
- 케이블 모뎀
- DSL 모뎀
- FTTX 모뎀
- IP-DECT 전화
- 네트워크 스위치
- 스마트 홈 허브
- 텔레비전/VoD 셋톱박스
- 음성 인터넷 프로토콜(VoIP) 아날로그 전화 어댑터
- 유선 라우터
- 무선 액세스 포인트
- 무선 라우터[1]

## 같이 보기
- 고객 댁내 장치
- 홈 네트워킹
- 홈 서버
- 네트워크 스위치
- 융합기술